# Kresnik (nagrada)
Kresnikovo nagrado, tudi nagrado kresnik, od 1991 dalje podeljuje časnik Delo za najboljši slovenski roman preteklega leta. Podelitev se zadnja leta dogaja na Rožniku nad Ljubljano. Komisija je bila na začetku šest ali sedemčlanska, pozneje pet, zdaj pa je štiričlanska. Pravila nagrajevanja ne vsebujejo seznama kriterijev, po katerih bi komisija presojala in utemeljevala izbor, računa se na strokovno kompetenco in avtoriteto žirantov.

## Nagrajenci
| Leto | Avtor             | Roman                          | Založba romana                  |
| ---- | ----------------- | ------------------------------ | ------------------------------- |
| 1991 | Lojze Kovačič     | Kristalni čas                  | DZS                             |
| 1992 | Feri Lainšček     | Namesto koga roža cveti        | Prešernova družba               |
| 1993 | Miloš Mikeln      | Veliki voz                     | Mihelač                         |
| 1994 | Andrej Hieng      | Čudežni Feliks                 | Mladinska knjiga                |
| 1995 | Tone Perčič       | Izganjalec hudiča              | Cankarjeva založba              |
| 1996 | Berta Bojetu      | Ptičja hiša                    | Wieser                          |
| 1997 | Vlado Žabot       | Volčje noči                    | Pomurska založba                |
| 1998 | Zoran Hočevar     | Šolen z brega                  | Založba /*cf                    |
| 1999 | Drago Jančar      | Zvenenje v glavi               | Mladinska knjiga                |
| 2000 | Andrej Skubic     | Grenki med                     | DZS                             |
| 2001 | Drago Jančar      | Katarina, pav in jezuit        | Slovenska matica                |
| 2002 | Katarina Marinčič | Prikrita harmonija             | Mladinska knjiga                |
| 2003 | Rudi Šeligo       | Izgubljeni sveženj             | Nova revija                     |
| 2004 | Lojze Kovačič *   | Otroške stvari                 | Beletrina                       |
| 2005 | Alojz Rebula      | Nokturno za Primorsko          | Mohorjeva Celje/Trst            |
| 2006 | Milan Dekleva     | Zmagoslavje podgan             | Cankarjeva založba              |
| 2007 | Feri Lainšček     | Muriša                         | Beletrina                       |
| 2008 | Štefan Kardoš     | Rizling polka                  | Litera                          |
| 2009 | Goran Vojnović    | Čefurji raus!                  | Beletrina                       |
| 2010 | Tadej Golob       | Svinjske nogice                | Litera                          |
| 2011 | Drago Jančar      | To noč sem jo videl            | Modrijan                        |
| 2012 | Andrej Skubic     | Koliko si moja                 | Beletrina                       |
| 2013 | Goran Vojnović    | Jugoslavija, moja dežela       | Beletrina                       |
| 2014 | Davorin Lenko     | Telesa v temi                  | Center za slovensko književnost |
| 2015 | Andrej E. Skubic  | Samo pridi domov               | Modrijan                        |
| 2016 | Miha Mazzini      | Otroštvo                       | Goga                            |
| 2017 | Goran Vojnović    | Figa                           | Beletrina                       |
| 2018 | Drago Jančar      | In ljubezen tudi               | Beletrina                       |
| 2019 | Bronja Žakelj     | Belo se pere na devetdeset     | Beletrina                       |
| 2020 | Veronika Simoniti | Ivana pred morjem              | Cankarjeva založba              |
| 2021 | Borut Kraševec    | Agni                           | LUD Šerpa                       |
| 2022 | Roman Rozina      | Sto let slepote                | Mladinska knjiga                |
| 2023 | Lado Kralj*       | Ne bom se več drsal na bajerju | Beletrina                       |
| 2024 | Anja Mugerli      | Pričakovanja                   | Cankarjeva založba              |
| 2025 | Ana Schnabl       | September                      | Beletrina                       |

* kresnik podeljen po smrti nagrajenca – posthumno
Večkratni nagrajenci
| Št. zmag | Avtor          | Romani |
| -------- | -------------- | --- |
| 4        | Drago Jančar   | Zvenenje v glavi (1999), Katarina, pav in jezuit (2001), To noč sem jo videl (2011), In ljubezen tudi (2018) |
| 3        | Goran Vojnović | Čefurji raus! (2009), Jugoslavija, moja dežela (2013), Figa (2017)                                           |
| 3        | Andrej Skubic  | Grenki med (2000), Koliko si moja (2012), Samo pridi domov (2015)                                            |
| 2        | Lojze Kovačič  | Kristalni čas (1991 in 2016), Otroške stvari (2004, posthumno)                                               |
| 2        | Feri Lainšček  | Namesto koga roža cveti (1992), Muriša (2007)                                                                |

Posebni kresniki
- kresnik vseh kresnikov, podeljen ob 25-letnici nagrade (2016): Kristalni čas Lojzeta Kovačiča
- najboljši s kresnikom nagrajeni roman med letoma 2010 in 2019 – kresnik desetletja (2020): To noč sem jo videl Draga Jančarja

## 1991
Nominacij še ni bilo. Žirija: Andrej Hieng (predsednik), Franc Zadravec, Janko Kos, Aleš Berger, Peter Božič, Tomo Virk, Silvija Borovnik

## Nominiranci 1992
- Andrej Capuder, Iskanje drugega
- Florjan Lipuš, Srčne pege
- Metod Pevec, Carmen
- Marjan Tomšič, Oštrigeca

Žirija: Franc Zadravec, Aleš Berger, Matej Bogataj, Peter Kolšek, Tomo Virk, Vlado Žabot

## Nominiranci 1993
- Nedeljka Pirjevec, Zaznamovana
- Peter Malik/Željko Kozinc, Lovci na Rembrandta
- Igor Škamperle, Sneg na zlati veji
- Ivo Zorman, Kajnov rod

Žirija: Franc Zadravec, Peter Božič, Igor Bratož, Peter Kolšek, Matevž Kos, Tomo Virk, Vlado Žabot

## Nominiranci 1994
- Mate Dolenc, Pes z Atlantide
- Drago Jančar, Posmehljivo poželenje
- Lojze Kovačič, Vzemljohod
- Marjan Tomšič, Zrno od frmentona

Žirija: Marjan Dolgan, Igor Bratož, Aleš Debeljak, Jože Horvat, Ženja Leiler, Aleksander Zorn, Vlado Žabot

## Nominiranci 1995
- Igor Karlovšek, Klan
- Kajetan Kovič, Pot v Trento
- Alojz Rebula, Kačja roža
- Vlado Žabot, Pastorala

Žirija: Marjan Dolgan, Andrej Hieng, Jože Horvat, Milček Komelj, Ženja Leiler, Tomo Virk, Tea Štoka

## Nominiranci 1996
- Florjan Lipuš, Stesnitev
- Maja Novak, Cimre
- Marko Sterle, Stara hiša
- Jani Virk, 1895, potres

Žirija: Silvija Borovnik, Goran Gluvič, Milček Komelj, Marjeta Novak Kajzer, Alenka Zor Simoniti

## Nominiranci 1997
- Jože Hudeček, Ulice mojega predmestja
- Uroš Kalčič, Numeri
- Dušan Merc, Galilejev lestenec
- Vinko Möderndorfer, Tek za rdečo hudičevko

Žirija: Silvija Borovnik, Mate Dolenc, Goran Gluvič, Marjeta Novak Kajzer, Alenka Zor Simoniti

## Nominiranci 1998
- Milan Dekleva, Oko v zraku
- Dušan Merc, Sarkofag
- Marko Sosič, Balerina, Balerina
- Igor Škamperle, Kraljeva hči

Žirija: Veno Taufer (Nova revija), Andrej Arko (Sodobnost), Samo Kutoš (Literatura), Jože Horvat (Delo), 
Nela Malečkar (Delo)

## Nominiranci 1999
- Evald Flisar, Potovanje predaleč
- Nina Kokelj, Milovanje
- Alojz Rebula, Cesta s cipreso in zvezdo
- Brina Švigelj Merat, Con brio

Žirija: Veno Taufer (Nova revija, predsednik), Andrej Arko (Sodobnost), Samo Kutoš (Literatura), Jože Horvat (Delo), Nela Malečkar (Delo)

## Nominiranci 2000
- Aleš Čar, Pasji tango
- Boris Jukić, Pardon, madame
- Feri Lainšček, Petelinji zajtrk
- Dušan Merc, Slepi potnik

Žirija: Andrej Inkret (Delo, predsednik), Drago Bajt (Nova revija), Ignacija J. Fridl (Literatura), Miloš Mikeln (Sodobnost), Ženja Leiler (Delo)

## Nominiranci 2001
- Mate Dolenc, Morje v času mrka
- Zdenko Kodrič, Barva dežja ali Pritlikavec iz Marane Pilvax
- Jože Snoj, Gospod Pepi ali Zgodnje iskanje imena
- Matjaž Zupančič, Sence v očesu

Žirija: Andrej Inkret (Delo, predsednik), Drago Bajt (Nova revija), Ignacija J. Fridl (Literatura), Miloš Mikeln (Sodobnost), Ženja Leiler (Delo)

## Nominiranci 2002
- Polona Glavan, Noč v Evropi
- Jože Hudeček, Gluhota
- Lenart Zajc, Zguba
- Andrej E. Skubic, Fužinski bluz

Žirija: Andrej Inkret (Delo, predsednik), Sandra Baumgartner (Sodobnost), Ignacija J. Fridl (Literatura), Jaroslav Skrušny (Nova revija), Ženja Leiler (Delo)

## Nominiranci 2003

### Prva peterica
- Rudi Šeligo, Izgubljeni sveženj (Nova revija)
- Miloš Mikeln, Poročnik z Vipote (Slovenska matica)
- Ted Kramolc, Tango v svilenih coklah (Nova revija)
- Vladimir P. Štefanec, Viktor Jelen, sanjač (Mladinska knjiga)
- Štefan Kardoš, Norma Bale in Robert Titan Felix, Sekstant (Franc-Franc in Litera)

### Druga peterica
- Dušan Čater, Ata je spet pijan
- Marjan Tomšič, Grenko morje
- Dušan Merc, Čista ženska
- Vinko Möderndorfer, Predmestje
- Evald Flisar, Ljubezni tri in ena smrt

Žirija: Andrej Inkret, Ženja Leiler Kos (Delo), Ignacija J. Fridl (Literatura), Jaroslav Skrušny (Nova revija), Sandra Baumgartner (Sodobnost)

## Nominiranci 2004

### Prva peterica
- Lojze Kovačič, Otroške stvari
- Nedeljka Pirjevec, Saga o kovčku
- Florjan Lipuš, Boštjanov let
- Feri Lainšček, Ločil bom peno od valov
- Dušan Merc, Jakobova molitev

### Druga peterica
- Franjo Frančič, Princesa in smrt
- Zdenko Kodrič, Odvzemanje samote
- Vinko Möderndorfer, Omejen rok trajanja
- Sergej Verč, Pogrebna maškarada
- Vlado Žabot, Sukub

Žirija: Matevž Kos, Vanesa Matajc (Literatura), Sandra Baumgartner (Sodobnost), Jaroslav Skrušny (Nova revija), Matej Bogataj (Delo)

## Nominiranci 2005

### Prva peterica
- Alojz Rebula, Nokturno za Primorsko (Mohorjeva družba)
- Evald Flisar, Čaj s kraljico (Mladinska knjiga)
- Željko Kozinc, Visoki tujec (Mladinska knjiga)
- Sebastijan Pregelj, Leta milosti (Goga)
- Jani Virk, Aritmija (Mladinska knjiga)

### Druga peterica
- Zoran Hočevar, Rožencvet (/*cf.)
- Janez Kajzer, Sanjska hiša (Nova revija)
- Igor Karlovšek, Gimnazijec (Mladinska knjiga)
- Dušan Merc, Potopljeni zvon (samozaložba)
- Irena Svetek, Od blizu (Beletrina)

Žirija: Matevž Kos, Vanesa Matajc (Literatura), Jaroslav Skrušny (Nova revija), Matej Bogataj (Delo), Lucija Stepančič (Sodobnost)

## Nominiranci 2006

### Prva peterica
- Milan Dekleva, Zmagoslavje podgan (Cankarjeva založba)
- Marko Hudnik, Jelovškove ženske (Cankarjeva založba)
- Vladimir Kavčič, Prihodnost, ki je ni bilo (Študentska založba)
- Vinko Möderndorfer, Ljubezni Sinjebradca (DZS)
- Marko Sosič, Tito, amor mijo (Litera)

### Druga peterica
- Janko Lorenci, Potovanje k Leonardi (Modrijan)
- Iztok Osojnik, Temna snov ali zapiski o neki nespečnosti (Litera)
- Alojz Rebula, Zvonovi Nilandije (Mohorjeva družba)
- Robert Titan Felix, Sanja in samostan (Litera)
- Dim Zupan, Hudo brezno (Litera)

Žirija: Matevž Kos, Vanesa Matajc (Literatura), Jaroslav Skrušny (Nova revija), Matej Bogataj (Delo), Lucija Stepančič (Sodobnost)

## Nominiranci 2007

### Prva peterica
- Feri Lainšček, Muriša (Študentska založba)
- Nejc Gazvoda, Camera obscura (Goga)
- Vinko Möderndorfer, Nespečnost (Cankarjeva založba)
- Andrej E. Skubic, Popkorn (Cankarjeva založba)
- Vladimir P. Štefanec, Republika jutranje rose (Mladinska knjiga)

### Druga peterica
- Drago Jančar, Graditelj (Mladinska knjiga)
- Dušan Merc, Šesta knjiga sanj (Študentska založba)
- Andrej Morovič, Seks, ljubezen in to (Študentska založba)
- Brina Švigelj-Mérat, Odveč srce (Cankarjeva založba)
- Vinko Vasle, Darovalec (Mladinska knjiga)

Žirija: Matevž Kos, Vanesa Matajc (Literatura), Jaroslav Skrušny (Nova revija), Matej Bogataj (Delo), Vesna Jurca Tadel (Sodobnost)

## Nominiranci 2008

### Prva peterica
- Štefan Kardoš, Rizling polka (Litera)
- Nataša Kramberger, Nebesa v robidah (Javni sklad RS za kulturne dejavnosti)
- Suzana Tratnik, Tretji svet (Cankarjeva založba)
- Feri Lainšček, Nedotakljivi (Mladinska knjiga)
- Dušan Šarotar, Biljard v Dobrayu (Beletrina)

### Druga peterica
- Avgust Demšar, Olje na balkonu (Sanje)
- Evald Flisar, Mogoče nikoli (Litera)
- Nejc Gazvoda, Sanjajo tisti, ki preveč spijo (Beletrina)
- Alojz Rebula, Ob babilonski reki (Celjska Mohorjeva družba)
- Jože Snoj, Gospa in policaj (Beletrina)

Žirija: Vanesa Matajc, Matej Bogataj, Vesna Jurca Tadel, Peter Kolšek, Urban Vovk

## Nominiranci 2009

### Prva peterica
- Goran Vojnović, Čefurji raus! (Študentska založba)
- Andrej Blatnik,Spremeni me (Litera)
- Drago Jančar, Drevo brez imena (Modrijan)
- Boris Kolar, Iqball hotel (založba Obzorja)
- Sebastijan Pregelj, Na terasi babilonskega stolpa (Študentska založba)

### Druga peterica
- Avgust Demšar, Retrospektiva (Sanje)
- Dušan Dim, Rdeča mesečina (Cankarjeva založba)
- Vinko Möderndorfer, Opoldne nekega dne (Cankarjeva založba)
- Brina Svit, Coco Dias ali Zlata vrata (Cankarjeva založba)
- Robert Titan Felix, Pontifikat (Litera)

Žirija: Vanesa Matajc, Matej Bogataj, Vesna Jurca Tadel, Peter Kolšek, Urban Vovk
Žirija je pregledala 110 romanov. V odsotnosti zmagovalca Gorana Vojnovića je nagrado 5000 evrov prejel in kres prižgal Aleksandar Rajaković, ki upodablja glavnega junaka v gledališki uprizoritvi romana.

## Nominiranci 2010

### Prva peterica
- Tadej Golob, Svinjske nogice
- Evald Flisar, Opazovalec (Cankarjeva založba)
- Lojze Kovačič, Zrele reči (Beletrina)
- Andrej E. Skubic, Lahko (Beletrina)
- Jani Virk, Ljubezen v zraku (Beletrina)

### Druga peterica
- Gabriela Babnik, V visoki travi (Beletrina)
- Nejc Gazvoda, V petek so sporočili, da bo v nedeljo konec sveta (Beletrina)
- Borut Golob, Smreka, bukev, lipa, križ (Modrijan)
- Milan Kleč, Snežne krogle (Beletrina)
- Matej Krajnc, Requiem za gospo Goršičevo (Litera)

Žirija: Miran Hladnik, Miriam Drev, Vesna Jurca Tadel, Peter Kolšek, Urban Vovk

## Nominiranci 2011

### Prva peterica
- Drago Jančar, To noč sem jo videl
- Sebastijan Pregelj, Mož, ki je jahal tigra (Študentska založba)
- Evald Flisar, Na zlati obali (Mladinska knjiga)
- Vladimir P. Štefanec, Odličen dan za atentat (Mladinska knjiga)
- Štefan Kardoš, Pobočje sončnega griča (Litera)

### Druga peterica
- Miha Mazzini, Nemška loterija (Študentska založba)
- Avgust Demšar, Evropa (Sanje)
- Zoran Hočevar, Ernijeva kuhna (/*cf)
- Roman Rozina, Galerija na izviru Sončne ulice (Modrijan)
- Vlado Žabot, Ljudstvo lunja (Cankarjeva založba)[4]

Žirija: Miran Hladnik, Miriam Drev, Vesna Jurca Tadel, Peter Kolšek, Urban Vovk

## Nominiranci 2012

### Prva peterica
- Cvetka Bevc, Potovci (Franc&Franc)
- Aleš Čar, O znosnosti (Beletrina)
- Zdenko Kodrič, Opoldne zaplešejo škornji  (Beletrina)
- Andrej Skubic, Koliko si moja (Beletrina)
- Lucija Stepančič, V četrtek ob šestih (Beletrina)

### Druga peterica
- Milan Dekleva, Svoboda belega gumba (CZ)
- Avgust Demšar, Hotel Abbazia (Sanje)
- Evald Flisar, To nisem jaz (Vodnikova)
- Dušan Merc, Pedagoški triptih (Beletrina)
- Irena Velikonja, Naj počiva v miru (MK)

Evidentirano je bilo okrog 100 romanov.
Žirija: Miran Hladnik, Igor Bratož, Alojzija Zupan Sosič, Tina Vrščaj, Valentina Plahuta Simčič

## Nominiranci 2013

### Prva peterica
- Borut Golob, Raclette (Modrijan)
- Maruša Krese, Da me je strah? (Goga)
- Peter Rezman, Zahod jame (Goga)
- Marko Sosič, Ki od daleč prihajaš v mojo bližino (Beletrina)
- Goran Vojnović, Jugoslavija, moja dežela (Beletrina)

### Druga peterica
- Gabriela Babnik, Sušna doba (Beletrina)
- Emil Filipčič, Mojstrovka (Beletrina)
- Stanka Hrastelj, Igranje (Mladinska knjiga)
- Milan Kleč, Trojke (Beletrina)
- Tomo Podstenšek, Sodba v imenu ljudstva: Roman (Droplja)

Evidentirano je bilo okrog 130 romanov.
Žirija: Miran Hladnik, Igor Bratož, Alojzija Zupan Sosič, Urška Perenič

## Nominiranci 2014

### Prva peterica
- Evald Flisar, Začarani Odisej (Litera)
- Jasmin B. Frelih, Na/pol (Cankarjeva založba)
- Jurij Hudolin, Ingrid Rosenfeld (Beletrina)
- Davorin Lenko, Telesa v temi (Aleph)
- Tone Peršak, Usedline (Cankarjeva založba)

### Druga peterica
- Tadej Golob, Ali boma ye! (Goga)
- Miha Mazzini, Paloma negra (Beletrina)
- Vinko Möderndorfer, Balzacov popek (Mladinska knjiga)
- Robert Simonišek, Soba pod gradom (Litera)
- Nataša Sukič,  Kino (Litera)

Žirija: Alojzija Zupan Sosič, Igor Bratož, Urška Perenič, Aljoša Harlamov

## Nominiranci 2015

### Prva peterica
- Katarina Marinčič: Po njihovih besedah
- Veronika Simoniti: Kameno seme
- Andrej E. Skubic: Samo pridi domov
- Marko Sosič: Kratki roman o snegu in ljubezni
- Dušan Šarotar: Panorama: Pripoved o poteku dogodkov

### Druga peterica
- Evald Flisar: Tam me boš našel
- Polona Glavan: Kakorkoli
- Miha Mazzini:  Izbrisana
- Sebastijan Pregelj: Kronika pozabljanja
- Aleš Šteger: Odpusti

Žirija: Gabriela Babnik, Igor Bratož, Aljoša Harlamov, Tina Kozin

## Nominiranci 2016
Finalisti
- Gabriela Babnik: Intimno (Beletrina)
- Štefan Kardoš: Veter in odmev (Franc-Franc)
- Mirt Komel: Pianistov dotik (Goga)
- Miha Mazzini: Otroštvo (Goga)
- Nataša Sukič: Piknik (Škuc)

Preostali nominiranci
- Milan Kleč: Koralde (Litera)
- Dino Bauk: Konec. Znova (Beletrina)
- Milan Dekleva: Telo iz črk (Cankarjeva založba)
- Emil Filipčič: Serafa s Šarhove 2 (Beletrina)
- Peter Rezman: Tekoči trak (Litera)

Žirija: Tone Smolej, Tina Vrščaj, Tina Kozin, Aljoša Harlamov

### Kresnik vseh kresnikov
Leta 2016 je potekal tudi izbor najboljšega s kresnikom nagrajenega romana zadnjih 25 let. V ožji izbor so se uvrstili romani Katarina, pav in jezuit ter To noč sem jo videl Draga Jančarja, Kristalni čas in Otroške stvari Lojzeta Kovačiča ter Čefurji raus! Gorana Vojnovića, za najboljši slovenski roman, kresnika vseh dotedanjih kresnikov, pa je bil izbran Kovačičev Kristalni čas.

## Nominiranci 2017
Finalisti
- Tadej Golob: Jezero (Goga)
- Gašper Kralj: Rok trajanja (Založba /*cf.)
- Mojca Kumerdej: Kronosova žetev (Beletrina)
- Tomo Podstenšek: Papir, kamen, škarje (Litera)
- Goran Vojnović: Figa (Beletrina)

Preostali nominiranci
- Tina Batista Napotnik: Tunel (Mladinska knjiga)
- Ivana Djilas: Hiša (Cankarjeva založba)
- Jurij Hudolin: Osnove ljubezni in zla (Beletrina)
- Miha Mazzini: Zemljevidi tujih življenj (Goga)
- Roman Rozina: Zločin in ljubezen (Modrijan)

Žirija v sestavi Tina Vrščaj, Tina Kozin, Alen Albin Širca in Tone Smolej je izbirala med približno 110 romani z letnico 2016.

## Nominiranci 2018
Finalisti
- Drago Jančar:  In ljubezen tudi (Beletrina)
- Štefan Kardoš: Vse moje Amerike (Litera)
- Sarival Sosič: Starec in jaz (Litera)
- Florjan Lipuš: Gramoz (Litera)
- Vlado Žabot: Sveti boj (Beletrina)

Drugi nominiranci
- Nataša Sukič: Bazen (Litera)
- Anja Mugerli: Spovin (Litera)
- Maja Gal Štromar: Ženska drugje (Goga)
- Evald Flisar: Greh (Sodobnost)
- Vinko Möderndorfer:  Druga preteklost (Goga)

Žirija v sestavi Tone Smolej, Tina Vrščaj, Tina Kozin in Alen Albin Širca je izbirala med 172 romani.

## Nominiranci 2019
Finalisti
- Vladimir P. Štefanec: Najlepša neznanka svetloba (Mladinska knjiga)
- Mirt Komel: Medsočje (Goga)
- Bronja Žakelj: Belo se pere na devetdeset (Beletrina)
- Mojca Širok: Pogodba (Mladinska knjiga)
- Jani Virk: Brez imena (Mladinska knjiga)

Preostali nominiranci
- Borut Golob: Pes je mrtev (Litera)
- Tadej Golob: Leninov park (Goga)
- Jela Krečič: Knjiga drugih (Beletrina)
- Katja Perat: Mazohistka (Beletrina)
- Samo Rugelj: Resnica ima tvoje oči (Litera)

Žirija v sestavi Mimi Podkrižnik (predsednica), Tina Vrščaj, Mateja Komel Snoj, Tone Smolej in Alen Albin Širca je izbirala med 175 romani.

## Nominiranci 2020
Finalisti
- Branko Cestnik: Sonce Petovione (Celjska Mohorjeva družba)
- Jiři Kočica: Izvirnik (Mladinska knjiga)
- Sebastijan Pregelj: V Elvisovi sobi (Goga)
- Veronika Simoniti: Ivana pred morjem (Cankarjeva založba)
- Suzana Tratnik: Norhavs na vrhu hriba (Cankarjeva založba)

Preostali nominiranci
- Gabriela Babnik: Tri smrti (Beletrina)
- Zdenko Kodrič: Pet ljubezni (Litera)
- Tone Partljič: Pesnica (Beletrina)
- Andraž Rožman: Trije spomini (Goga)
- Lenart Zajc: Delci svetlobe (Litera)

Kresnikova žirija v sestavi Mimi Podkrižnik (predsednica), Mateja Komel Snoj, Anja Mrak, Peter Svetina in Alen Albin Širca je izbirala med približno 130 romani.

## Nominiranci 2021
Finalisti
- Mirana Likar: Pripovedovalec (Goga)
- Borut Kraševec: Agni (LUD Šerpa)
- Gašper Kralj: Škrbine (*cf.)
- Vincenc Gotthardt: Na drugem koncu sveta (Mohorjeva Celovec)
- Feri Lainšček: Kurji pastir (Beletrina)

Preostali nominiranci
- Evald Flisar: Moje kraljestvo umira (KUD Sodobnost International)
- Borut Golob: Šala (Litera)
- Dušan Merc: Črna maska (Slovenska matica)
- Tomo Podstenšek: Kar se začne z nasmehom (Litera)
- Ivo Svetina: Malabar (Miš)

Kresnikova žirija v sestavi Mimi Podkrižnik (predsednica), Anja Mrak, Mateja Komel Snoj, Igor Divjak in Igor Žunković je izbirala med približno 150 romani.

## Nominiranci 2022
Finalisti
- Davorin Lenko: Triger (LUD Literatura)
- Roman Rozina: Sto let slepote (Mladinska knjiga)
- Andrej E. Skubic: Krasni dnevi (Beletrina)
- Dušan Šarotar: Zvezdna karta (Goga)
- Marjan Žiberna: Dedič (Litera)

Preostali nominiranci
- Miriam Drev: Od dneva so in od noči (založba Pivec)
- Boris Kolar: Potopimo Islandijo! (Goga)
- Jedrt L. Maležič: Napol morilke (Goga)
- Tomo Podstenšek: Površinska napetost (Litera)
- Goran Vojnović: Đorđić se vrača (Beletrina)

Kresnikova žirija v sestavi Mimi Podkrižnik (predsednica), Mateja Komel Snoj, Anja Mrak, Igor Divjak in Igor Žunković je izbirala med 200 romani.

## Nominiranci 2023
Finalisti
- Lado Kralj: Ne bom se več drsal na bajerju (Beletrina)
- Katja Gorečan: Materinska knjižica (LUD Literatura)
- Katarina Marinčič: Ženska s srebrnim očesom (Beletrina)
- Dijana Matković: Zakaj ne pišem (Cankarjeva založba)
- Tina Vrščaj: Na Klancu (Cankarjeva založba)

Preostali nominiranci
- Anja Radaljac: Punčica (Litera)
- Andraž Rožman: Titov sin (Goga)
- Primož Mlačnik: Otok psov (LUD Literatura)
- Ana Schnabl: Plima (Beletrina)
- Gabriela Babnik: Tišina, polna vetra (Beletrina)

Kresnikova žirija v sestavi Igor Bratož (predsednik), Anja Mrak, Igor Žunkovič, Igor Divjak, Tanja Petrič in Robert Kuret je izbirala med 173 romani.

## Nominiranci 2024
Finalisti
- Boris Kolar: O vinu, kozah in drugih prevarah (Goga)
- Anja Mugerli: Pričakovanja (Cankarjeva založba)
- Pia Prezelj: Težka voda (Goga)
- Janja Rakuš: Tri barve za eno smrt (Litera)
- Vlado Žabot: Gral (Beletrina)

Preostali nominiranci
- Laura Buzeti: Posuj se s pepelom vaših očetov (Litera)
- Samanta Hadžić Žavski: Smrt, v temo zavita (LUD Literatura)
- Blaž Kutin: Kenozoik (Goga)
- Eva Mahkovic: Toxic (Beletrina)
- Tereza Vuk: Zakaj ima moj hudič krila (Beletrina)

Kresnikova žirija v sestavi Igor Bratož (predsednik), Igor Divjak, Robert Kuret, Tanja Petrič in Igor Žunkovič je izbirala med 185 romani.

## Nominiranci 2025
Finalisti
- Kazimir Kolar: Onečejevalec (Goga)
- Feri Lainšček: Kurja fizika (Beletrina)
- Tina Perić: Ćrtice (Goga)
- Anja Radaljac: Prst v prekatu (Litera)
- Ana Schnabl: September (Beletrina)

Preostali finalisti
- Kaja Bucik Vavpetič: Srebrne vezi (Cankarjeva založba)
- Miriam Drev: Po poti se je zvečerilo (Pivec)
- Katarina Gomboc Čeh: Nihče nikogar ne spozna (Cankarjeva založba)
- Tanja Mastnak: Sibirija (Mladinska knjiga)
- Vinko Möderndorfer: Zvezda, žlica in ura (Miš)

Žirija: Igor Bratož (predsednik), Kristina Kočan, Tanja Petrič, Igor Žunkovič, Seta Knop.